# Cebrià de Montoliu i de Togores
Cebrià de Montoliu i de Togores (Palma, Mallorca, 1873 - Albuquerque, Nou Mèxic, 27 d'agost de 1923) fou un dels introductors de la cultura anglosaxona a Catalunya i un reformador social.

## Entorn familiar
Segon fill de Plàcid-Maria de Montoliu i de Sarriera i de Pilar de Togores i de Zafortesa, filla del comte mallorquí d'Aiamans. El seu pare fou un ardent defensor dels drets dinàstics d'Alfons XII i fou recompensat per aquest amb el títol de marquès. Ocupà l'alcaldia de Tarragona i exercí com a Diputat a Corts. Fou corresponsal a Tarragona de la Real Academia de la Historia i a través d'aquest càrrec cultivà l'amistat amb les principals figures intel·lectuals de l'època.
Plàcid de Montoliu i de Sarriera i la seva esposa tingueren cinc fills. Francesc, el primogènit, un dels impulsors del teosofisme a Espanya; el seguia Cebrià; i a aquest, Josep, el tercer dels fills que heretà el títol de marquès del seu pare; Manuel de Montoliu, lingüista i historiador de la literatura catalana;i, el cinquè, Plàcid, ex-militar i esportista. La família residia en una antiga casa senyorial del carrer Cavallers de la ciutat de Tarragona encara que Cebrià nasqué a Palma i el pare posseïa diferents residències a Barcelona i a altres municipis.

## Funcionari de l'Ajuntament de Barcelona
El 1901 Cebrià de Montoliu fou nomenat fiscal municipal del districte de l'Institut a Barcelona i el juny de 1905 guanyava unes oposicions de l'Ajuntament de Barcelona com a oficial segon. El 1906 Cebrià, en la seva condició de funcionari municipal, demanà permís no retribuït durant uns mesos. El gener de 1917 l'Ajuntament de Barcelona li denegava la sol·licitud per l'ascens en l'escalafó del funcionariat municipal a favor d'un altre candidat.

## Traductor

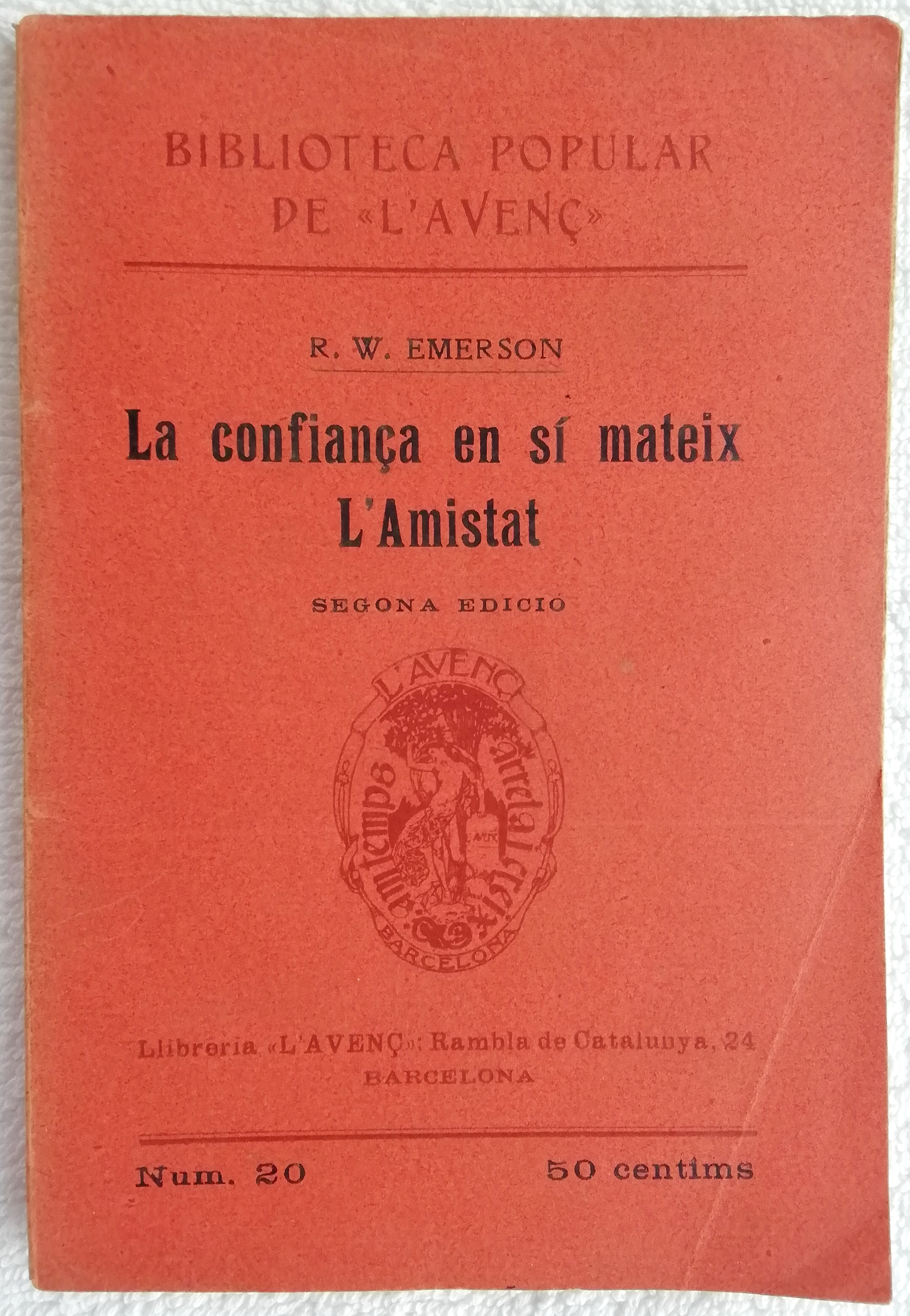
Una de les traduccions fetes per Cebrià de Montoliu: Self-Reliance (La confiança en si mateix) i Friendship (L'Amistat), segon i sisè assaig del llibre Essays: First Series de Ralph Waldo Emerson. Traducció catalana publicada a Barcelona l'any 1910 dins la col·lecció Biblioteca Popular de L'Avenç

Montoliu, en paraules d'Eugeni d'Ors, fou un dels primers coneixedors de la cultura en anglès: William Shakespeare, Walt Whitman, Ralph Waldo Emerson i, especialment, John Ruskin. En els anys trenta del segle XX quan bona part de les obres de Shakespeare es traduïen al català, Cebrià de Montoliu seria recordat com el gran traductor de John Ruskin quasi un desconegut per la intel·lectualitat catalana del moment. L'obra de Ruskin traduïda al francés, que era la via per la qual arribaven a Catalunya la majoria de novetats estrangeres, era escassa i a l'any de la seva mort, el 1900, només dos joves autors s'havien atrevit amb la traducció d'alguna obra seva. L'un era Pere Corominas i l'altre, Cebrià de Montoliu. Corominas, de fet, no havia traduït més que una conferència de Ruskin pronunciada el 1864; Los jardines de las reinas.Montoliu, en canvi, presentà una antologia de diferents obres de Ruskin acompanyada d'un assaig introductori: que es, hasta ahora, lo más cuidadoso y bien informado que acerca de tan interesante personalidad he leído en España, pues no es trabajo de compromiso hecho para salir del paso, sino expontáneo homenaje de un admirador sincero y entusiasta.
El 1903 Cebrià de Montoliu participà com a ponent en el Congrés Universitari Català. A l'estiu de 1907 és un dels signants del Manifest per a la regeneració espanyola al costat de noms com Gabriel Alomar i Villalonga, Josep Carner, Amadeu Hurtado, el seu germà Manuel de Montoliu, Josep Pijoan, Francesc Pujols i J. Pous i Pagés, entre d'altres. El 1908 a l'Ateneu Enciclopèdic Popular disertà sobre Shakespeare i el seu temps. El 1907 apareixia la col·lecció Biblioteca popular dels grans mestres que presentava als lectors catalans les grans obres de la literatura universal. Carner traduïa Shakespeare i el seu germà Manel de Montoliu s'afegia al grup de traductors. Mentrestant apareixia editada per la Tipografia de l'Avenç l'última traducció shakespeariana de Cebrià de Montoliu; Macbeth, sobre la qual pronuncià una conferència a l'Ateneu barcelonès. El gener de 1909, Antoni Rubió i Lluch s'adreçava al seu amic Marcelino Menéndez Pelayo recomanant atengui la tramesa de les obres traduïdes per Cebrià de Montoliu de qui menciona que és fill del seu conegut el Marqués de Montoliu.

## Reformista social
La influència de Ruskin sobre Montoliu es fa avinent, entre altres aspectes, en la creença en el poder de transformació de l'educació. El 1902 es creava a Barcelona l'Institut Obrer Català que era la cristal·lització de l'interès en la formació obrera sorgit en el si de les mateixes agrupacions obreres.L'Institut es constituí a finals de maig d'aquell 1902 i el setembre iniciava les classes de francès, càlcul, dibuix i tenidoria de llibres. A l'any següent, el 1903, Cebrià de Montoliu hi participava amb una sèrie de conferències on intentava transmetre el que havia après de les Institucions de Cultura Social a Anglaterra i França. L'esperit de l'obra de Ruskin planava sobre Cebrià de Montoliu. El 1912 el trobem com a conferenciant a l'Ateneu de Sant Andreu de Barcelona sobre John Ruskin i l'idealisme ètic-social anglès dins el cicle de conferències sobre Els homes del socialisme.

## Museu Social de Barcelona
Exposició Internacional de París el 1889. Entre els pavellons i per primera vegada en aquestes Exposicions Universals, hi figura el Pavelló de l'Economia Social. Uns anys més tard, els organitzadors del Pavelló i altres personatges molt influenciats per les idees de Frédéric Le Play, un dels teòrics del patronage (intent de pau social a través de reformes socials que esmorteïssin les desigualtats socials més escandaloses que el desenvolupament capitalista provocava), crearen el primer Museu Social. Gràcies al generós mecenatge del comte Aldebert de Chambrun el primer Museu Social s'inaugurà a París el 1895 i encara avui continua la seva activitat. En els seus inicis tractava de documentar les condicions de vida de la classe treballadora i fomentar el debat sobre actuacions reformistes que contribuïssin al benestar social. L'urbanisme i l'habitatge foren els camps on exerciren una influència més clara. De França la idea de Museu Social s'estengué a altres països.
A Barcelona, el 1902, El Foment del Treball Nacional ja considerava la conveniència de crear un Museu Social. El 1904, Josep Torrenbó Coder, de la Unió Social, proposava a la Diputació la creació d'un Museu Social a Barcelona: "dicho Museo tendrá por objeto presentar a la disposición del público, con informaciones y consultas, los documentos, modelos, planos, estatutos, etc., de las instituciones sociales que tienen por resultado el mejoramiento de la situación moral y material de los trabajadores."
1906. Sota l'impuls del cardenal Casañas de Barcelona, el 1906, es formalitza la creació de l'Instut Social que tindria la missió de crear un Museu Social. En la junta directiva, marcadament aristocràtica, ja hi figura en Ramon Albó i Martí com a secretari, un dels impulsors més decidits del futur Museu Social de Barcelona. En el mes de juny de 1907 en la seva condició de diputat provincial, Ramon Albó i Martí presentà una moció per a la constitució d'una comissió mixta Diputació- Ajuntament de Barcelona per a la creació del Museu Social."En París fundóse el Museo Social debido á la generosidad del conde de Chambrun. Su objeto no es otro que poner gratuitamente á disposición de todo el mundo, con informaciones y consultas, los documentos, modelos, planos, estatutos, díagramas, cartogramas, fotografías y estadísticas de las instituciones y organizaciones sociales que tienen por objeto y resultado mejorarla situación material y moral de los trabajadores; recoger datos, recibir las publicaciones más imporsantes, diarios y revistas; reunir las obras cuyo objeto sea semejante al suyo; tener corresponsales especiales que informen de los principales movimientos, y, cuando la importancia de éstos lo aconseje y pueda hacerse, organizar comisiones especiales que vayan á estudiarlos sobre el mismo terreno.
Finalment el 1909 semblava desencallar-se les traves per a l'obertura del nou museu. Aquell any, la Diputació de Barcelona havia creat la Càtedra d'Economia Social a l'Escola d'Arts i Oficis que ocupà el jove enginyer Josep Mª Tallada. Tallada era un home de la Lliga, imbuït de les idees sobre el patronage de Le Play i comptava amb la recentment creada Associació o Societat d'Estudis Econòmics que es proposava donar un impuls als estudis econòmics a Catalunya. El 1908 havia celebrat el primer Congrés d'Economia de Catalunya i entre les conclusions alentava a les corporacions públiques a la creació de Càtedres d'Economia i que junt amb aquestes càtedres s'hi afegissin laboratoris d'estudis sobre temes econòmics. Proposava també la creació d'un Museu de la Riquesa de Catalunya que fos un compendi de recursos naturals i humans catalans amb biblioteca i arxiu pel recull estadístic. El 1909 les oficines del Museu Social s'instal·len provisionalment a l'edifici de la Diputació. L'Office International du travail expresa la voluntat de col·laborar amb el nou Museu Social que, finalment, s'inaugurà el 22 de gener de 1911 dins de l'edifici de l'Escola Industrial. El 1909 és l'any que Marcelino Menéndez Pelayo reb la carta del seu amic per tal que avaluï les traduccions publicades per Cebrià de Montoliu i aquest és l'any que Montoliu sembla haver possat fi a les seves vel·leïtats literàries. El setembre de 1909 la Gazeta de Madrid publicava el Reial Decret del Ministerio de Instrucción Pública concedint una pensió a favor de Cebrià de Montoliu per realitzar a Alemanya i a Itàlia el seu estudi sobre les societats cooperatives de crèdit durant vuit mesos. A la tornada, Montoliu s'integrarà com a bibliotecari en el Museu Social. Les activitats del Museu Social s'anaren ampliant amb el temps. De primer, s'atenia les visites de grups d'obres en quadres en algun sindicat o ateneu, de grups patronals. El 1911 iniciava una campanya de prevenció d'accidents laborals. El 1912 publica el primer gran compendi estadístic de Catalunya: l'Anuari d'Estadística Social de Catalunya. Celebra exposicions sobre cooperativisme el 1913, el congrés sobre el treball a domicili de 1917,etc. El 1921 la Mancomunitat conclou amb les activitats del Museu Social de Barcelona. El 1925 la Caixa de Pensions per a la Vellesa i d'Estalvis inaugurarà el seu propi Museu Social a la seva seu del carrer Jonqueres de Barcelona on exposarà l'activitat de l'Obra Social.

## Projecte de Museu Cívic de Barcelona
El 1913 coincideix amb Patrick Geddes a l'Exposició de Construcció Cívica de Gant (Bèlgica) de qui ja coneixia la seva obra. Geddes s'havia significat pels seus projectes renovadors en arquitectura, per la seva voluntat de posar l'educació a l'abast de les voluntats i per la seva proposta de museus universals. Les idees geddesianes les exposà Montoliu en l'onzena conferència donada a l'Ateneu Barcelonès per ell mateix el juny de 1914 on esmentava el Museu Cívic de Geddes a Edimburg i l'exposició de Gant de 1913 que volia ser la traducció geddesiana del Museu Cívic. Cebrià proposà al públic un Museu semblant a Barcelona que podria obrir les portes coincidint amb l'Exposició Internacional Elèctrica que s'havia previst celebrar a la ciutat el 1917.

## Urbanista
L'activitat que desplegà Cebrià de Montoliu com a secretari de la societat cívica Ciudad Jardín és més fàcilment ressenyable que la que va dur com a bibliotecari en la curta vida del Museu Social de Barcelona.
El 1912 es constituí la Sociedad Cívica Ciudad Jardín sota la presidència de J.Antoni Güell. Mentre Cebrià de Montoliu, acompanyat d'altres dos membres de la societat Pere Falqués i l'arquitecte Guillem Busquets, que des de 1910 publicava sobre les ciutats -jardí, acabaven d'arribar d'un viatge per Anglaterra i Alemanya per conèixer la realitat de les ciutats-jardí. Els objectius de la nova societat els expressaven així quatre anys després de la seva fundació:
| « | Salvo algunos pequeños, pero laudables esfuerzos que se habían íntentado en forma siempre aislada y dispersa, casi nada hallábamos cerca de nosotros que nos pudiera servir de guia para encaminar nuestros pasos, y a la vez que rendíamos homenaje a aquellos heroicos precursores nuestros, no nos quedó mas recursos que volver los ojos más allá de las fronteras, fijandonos en los grandes modelos que las naciones más civilizadas los mostraban de la manera como un pueblo debe resolver los complejos y espinosos problemas que en nuestros días plantean las grandes concentraciones industriales y urbanas, con un claro concepto armónico de las profundas necesidades higiénicas, económicas, morales, educativas y estéticas de las poblaciones afectadas, y con colaboración total combinada de las acciones individual, societaria y gubernamental, como único medio para reaccionar contra el abrumador medio-ambiente, efecto de la secular ignorancia y desidia on las cuestiones que nos ocupan. | » |

Entre 1909 i 1914, any de l'inici de la 1a Guerra Mundial, una sèrie de Congressos i Exposicions d'arquitectura celebrats en les principals ciutats europees afavoriren l'intercanvi d'idees i d'experiències: l'Exposició de Berlín de 1910, que visità Montoliu, i la que seguí a Düsseldorf aquell mateix any.
A Berlín, Montoliu entrà en contacte amb Werner Hegemann, que ocupava la secretaria de l'Exposició i que coneixia la realitat del nou urbanisme als Estats Units. Abans de la seva trobada amb Hegermann, Montoliu era típicament un geddesià; seguidor de l'obra de Patrick Geddes i d'Ebenezer Howard.
A la tornada del seu viatge a Alemanya i a Itàlia, el 1911, organitzà un seguit de conferències a l'Ateneu Barcelonès mentre Josep Maria Tallada, el director del Museu Social de Barcelona, parlava de les ciutats jardí en el Centre Catòlic Obrer de Sant Vicenç de Paül. El juliol de 1911 presentava, en una conferència a l'Ateneu barcelonès, els resultats del seu viatge d'estudis sobre la ciutat moderna a partir dels materials presentats a l'Exposició de Construcció Cívica de Berlin de 1910. Aquest mateix any participa en el cicle de conferències que l'Institut Mèdic Social de Catalunya duia a terme en l'Ateneu Obrer de Barcelona. El 1911 donà tres conferències més a l'Ateneu Barcelonès i en l'última feia una crida a la constitució de l'Asociación Española de Ciudades-Jardín.
Cebrià de Montoliu com a secretari de la societat Ciutat Jardí havia promogut l'agitació per l'interès en l'habitatge de la classe treballadora. En aquest sentit la seva vinculació al Museu Social l'hi serví de plataforma perfecte. Els cicles de conferències que organitzà a l'Ateneu Barcelonés l'hi serví per consolidar els contactes amb els conferenciants estrangers vinculats al moviment de la ciutat-jardí: els arquitectes britànics Albridge i Thompson el maig de 1913, al Saló de Cent de l'Ajuntament de Barcelona, el president de l'Associació francesa de Ciutats-Jardí G.Benoît Levy i l'arquitecte Raymond Unwin, sobre El arte y la arquitectura urbanas en el problema de la habitación. Pocs dies després d'aquest cicle, la societat cívica Ciutat Jardí es presentava en un cicle de divulgació a Madrid. Després d'aquesta primera tongada de conferències, la societat organitzà el primer dels seus viatges d'estudi; les ciutats-jardí angleses. Aquell mateix any, a la tardor, Montoliu representà a la societat Ciutat Jardí en el Congrés de l'Habitació que se celebrà a la Haia i visità l'Exposició Cívica de Gant. També aquell mateix any s'havia fundat l'Associació Internacional de Ciutats Jardí a Londres. El 1914 Cebrià de Montoliu ocuparà un lloc en el comitè executiu de l'Associació internacional de Ciutats-Jardí.
El 1914 continuaven celebrant-se conferències sobre el tema a l'Ateneu barcelonès. Un dels conferenciants era l'arquitecte vinculat a la societat Jeroni Martorell. El cicle constava de deu conferències. En aquest any s'anunciava un Congrés Internacional de Ciutats Jardins i Construccions Cíviques a Londres i la societat Ciutat Jardí hi preveia l'assistència d'alguns dels seus membres. Aquest mateix any la societat cívica Ciutat Jardí impulsava el Primer Congrés Català de l'Habitació Popular que tenien previst celebrar a Barcelona el mes de juny d'aquell mateix any amb l'objectiu de fomentar l'aplicació de la llei de cases barates. El president de la societat cívica Ciutat Jardí, Joan Antoni Güell, acompanyat per Cebrià de Montoliu i altres membres de l'organització del congrés sol·licitava el suport de l'Ajuntament de Barcelona per a la celebració del congrés. Poc després l'Ajuntament denegava una subvenció de 5.000 ptes. per a la societat cívica Ciutat Jardí. Malgrat tot, s'anunciava pels propers 12 al 15 de juny el Primer Congrés Català de l'Habitació Popular amb el suport de l'Ajuntament i amb un extens programa de conferències que abastava tant els aspectes arquitectònics, com higiènics, legals, econòmics i cooperatius.
Per Montoliu l'urbanisme havia de transformar-se en una ciència cívica i abandonar la idea d'art cívic. La ciutat esdevenia l'instrument de promoció d'un ampli ventall d'activitats com l'economia, el trànsit, l'habitatge i, a més, es revestia d'una funció cultural en tant que símbol monumental que representava un esperit col·lectiu. El terme cívic tenia per Montoliu un sentit democràtic: representava la participació efectiva de la ciutadania en la presa de decisions urbanístiques. Així s'entén la voluntat pedagògica inherent a l'activitat que menà tant des del Museu Social com des de la Societat Cívica Ciutat Jardí.
Un dels objectius que utilitza Montoliu per definir aquesta nova ciència cívica és el d'orgànic.
Alguns dels seus crítics, com l'arquitecte Bassegoda, li retreu que la ciutat- jardí de Montoliu ja existia en els antics municipis de Sant Gervasi i Sarrià. Montoliu, però, distingia clarament entre l'urbanisme de les torres i jardins d'aquests antics municipis barcelonins i la ciutat que limitava el seu creixement i s'autoabastia. L'execució d'aquestes noves ciutats orgàniques exigia però resoldre abans la qüestió del sòl i acabar sobretot amb l'amenaça principal: l'especulació que impedia la realització d'habitatges assequibles a les classes treballadores.
En aquest sentit, s'entén l'interès de Montoliu per les teories de Henry Georges sobre la imposició única. George havia volgut resoldre l'aparent paradoxa que un increment de la riquesa nacional comportava l'empobriment d'un segment important de la població. S'adonà que l'increment del valor del sòl beneficiava exclusivament a una minoria i comportava una escalada en el cost de l'habitatge impossible d'assumir per a la immensa majoria. Proposà en conseqüència que el sòl fos declarat com un recurs natural i públic.
El 1912 va promoure la creació de la societat cívica la Ciutat Jardí, de la qual fou secretari general i dirigí la revista Civitas (1911-1919). Impulsà la celebració de l'Exposició de Construcció Cívica i Habitació Popular i del I Congrés Catalanobalear de l'Habitatge Popular.

## Estats Units
La marxa de Montoliu als EUA era un exemple més de la fugida de molts altres intel·lectuals de l'època com Josep Pijoan o Eugeni d'Ors. Montoliu passà uns quants mesos a Fairhope que dedicà a l'estudi de les condicions locals. En resultà un informe adreçat a la Fairhope Single Tax Corporation. A Fairhope s'hi havia establert també Marietta L. Johnson que el 1907 havia fundat una escola renovadora: la School of Organic Education. Igual que Maria Montessori, Marietta L.Johnson s'havia guanyat el reconeixement per la seva labor pedagògica.
També col·laborà als diaris El Poble Català, La Veu de Catalunya, Estudio i Museum.

## Obres
- Las modernas ciudades y sus problemas a la luz de la Exposición Cívica de Berlín (1913)
- Walt Whitman: l'home i sa tasca (1913)
- El sistema Taylor y su crítica (1916)